# Brug 858
Brug 858 is een bouwkundig kunstwerk in Amsterdam-Zuid, buurt Zuidas Noord.
Zij verzorgt samen met brug 857 en brug 859 de gescheiden verkeersstromen rond de kruising tussen Strawinskylaan/pad en Parnassusweg. De Strawinskylaan voor gemotoriseerd verkeer ligt op een dijklichaam; het bijbehorende voet- en fietspad Strawinskypad op maaiveldniveau. Om de kruising voor gemotoriseerd verkeer mogelijk te maken werd de Parnassusweg voorzien van een heuvel, waaruit twee openingen werden uitgespaard voor bruggen 858 en 859. Die openingen worden aan alle kanten gerealiseerd door keerwanden in de vorm van damwanden, die ook de grond in de heuvel in bedwang houden. Brug 858 zorgt als tunnel voor de verbinding voor voetgangers en fietsers tussen de genoemde wegen. Aansluitend aan de brug is er een trap naar een bushalte, gelegen net ten noorden van de tunnel/het viaduct.
Het ontwerp kwam van Dirk Sterenberg, dan werkend bij de Dienst der Publieke Werken, die destijds verantwoordelijk was voor alle bruggen en viaducten rondom de Strawinskylaan. Hij zou meer dan 170 bruggen in Amsterdam neerleggen. Deze stamt net als de gehele kruising uit 1972/1973. De drie bruggen vertonen qua vormgeving en kleur grote gelijkenis.

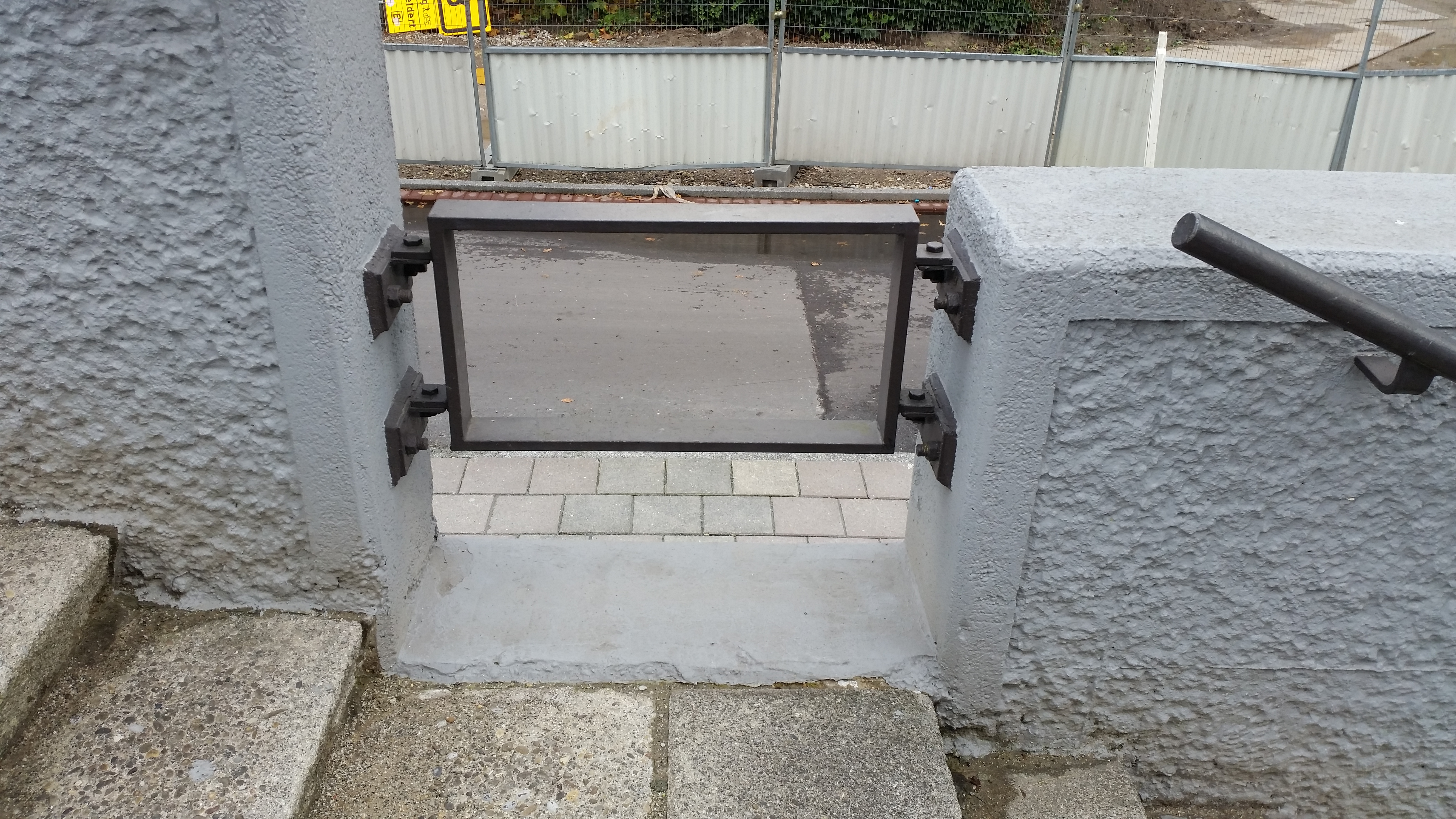
Doorkijkje tussen al het beton (oktober 2019)

<<< · 801 · 802 · 803 · 804 · 805 · 808 · 811 · 812 · 813 · 814 · 815 · 816 · 817 · 818 · 819 · 820 · 821 · 822 · 823 · 824 · 825 · 826 · 827 · 828 · 829 · 830 · 831 · 832 · 833 · 834 · 835 · 836 · 837 · 838 · 839 · 840 · 841 · 842 · 844 · 845 · 846 · 848 · 849 · 850 ·  854 · 856 · 857 · 858 · 859 · 860 · 863 · 864 · 865 · 866 · 867 · 868 · 869 · 870 · 871 · 872 · 873 · 875 · 876 · 877 · 889 · 890 · 891 · 892 · 893 · 895 · 896 · 897 · 898 · 899 · >>>
Brugnummers 800, 806, 807, 809, 810, 843 (gesloopt, Uilenstede, Amstelveen), 847 (Uilenstede, Amstelveen) , 851 (gesloopt, Dirk Sterenberg), 852 (gesloopt, Dirk Sterenberg), 853 (gesloopt, Dirk Sterenberg), 855, 861, 862, 874, 878, 879, 880, 881, 882, 883, 884, 885, 886, 887, 888, 894 zijn niet (meer) vergeven.